# Иона (Штальберг)
Епи́скоп Ио́на (англ. Bishop Jonah, в миру Иван Михайлович Штальберг, англ. Ivan Michael Stalberg или Stahlberg; 30 июля 1894, Осовец, Гродненская губерния — 24 ноября 1955, Сан-Франциско) — епископ Северо Американской Митрополии, епископ Вашингтонский, викарий Нью-Йоркской епархии.

## Биография
В 1911 году окончил 1-й Московский кадетский корпус. В июле 1914 года окончил Михайловское артиллерийское училище в Санкт-Петербурге. Участник Первой мировой войны. Участник гражданской войны в России. В 1918 году окончил ускоренный курс Академии генерального штаба.
Эмигрировал из России в связи с поражением белого движения. Работал на КВЖД.
В 1923 году прибыл в США. Участвовал в общественной жизни.
В 1925 году основал Свято-Николаевский православный приход в Портленде, штат Орегон, настоятелем которого оставался до 1938 года.
Затем был преподавателем в Свято-Владимирскую духовную семинарию в Нью-Йорке. Одно время служил там инспектором.
В 1942 году он был пострижен в монашество в Монастыре святителя Тихона Задонского в Саут-Кэйнане, штат Пенсильвания.
В июле 1947 года, когда митрополит Ленинградский Григорий (Чуков) приехал в Америку по делу примирения митрополита Феофила и его сторонников с Матерью-Церковью, Иона встречал его в Нью-Йоркском Покровском соборе с крестом в сане архимандрита.
Служил ключарём Троицкого собора в Сан-Франциско.
9 декабря 1951 года в Сан-Францисском Троицком соборе хиротонисан во епископа Вашингтонского, викария Нью-Йоркской епархии. Хиротонию совершили: митрополит Нью-Йоркский Леонтий (Туркевич), епископ Сан-Францисский Иоанн (Шаховской) и епископ Аляскинский Иоанн (Злобин).
Назначен настоятелем Свято-Николаевского прихода в Вашингтоне и стал главой комитета по сбору средств на построение храма, в который почётными членами вошли все епископы митрополии и ряд известных деятелей.
В мае 1955 года было завершено возведение основания храма с заложенной в него землёй из России.
Скончался 24 ноября 1955 года в Сан-Франциско.